# Niggun
Niggun (auch Nigun; pl. Niggunim/Nigunim; hebräisch: ניגון; jiddisch: Nign) ist ein hebräischer Ausdruck für Melodie. Für gewöhnlich bezieht sich der Begriff auf religiöse Lieder und Melodien, die von Gruppen gesungen werden. Die Melodien sind oft ohne jeglichen Text oder Worte, obwohl bedeutungslose Silben wie „bim-bim-bam“, „na-na-na“ oder „ai-ai-ai“ häufig verwendet werden. Manchmal werden Bibelverse oder Zitate anderer klassischer jüdischer Texte wiederholt in Form eines Niggun gesungen. Niggunim sind weitestgehend Improvisationen, obwohl sie auf einem Thema basieren können und in der Form stilisiert sind. Niggunim können sowohl als Klagegebet gesungen werden als auch einen fröhlichen Charakter haben.

## Hörbeispiele
- Biala Niggunim – ניגוני בית ביאלא. In: geocities.com/bialarebbe. Archiviert vom Original am 28. Oktober 2009 (englisch).
- Music of Yoel Taieb and the Techelet Ensemble. In: YouTube.
- Shamil. In: Jewish Educational Media auf chabad.org. 3. Juni 2004 (englisch, Einführung in html; Musik als mp3-Audio; 1 MB; 3:28 MInuten).
- Napoleons March. In: Jewish Educational Media auf chabad.org. 3. Juni 2004 (englisch, Einführung in html; Musik als mp3-Audio; 873 kB; 2:55 MInuten).